# 高礼睿
查尔斯·路易·蒂博尔德·高礼睿（法語：Charles-Louis-Théobald Courrejolles，1842年2月5日—1903年3月29日），是法国海军将军，曾担法国远东舰队司令、广州湾公使。1899年11月19日，与广西提督苏元春签订《广州湾租界条约》。